# Basile Boli
Basile Boli (Abidjan, 2 de janeiro de 1967) é um ex-futebolista marfinense naturalizado francês que atuava como zagueiro e atual apresentador de televisão.

## Carreira
Apesar de ter nascido na Costa do Marfim, se mudou muito novo para a França, onde fez sua carreira, começando no AJ Auxerre, em 1982, onde jogou por oito temporadas, se destacando em quase todas as equipes que formou.
Em 1990, se transferiu para o Olympique de Marseille, clube onde viveu sua melhor fase, conquistando dois campeonatos franceses e a Liga dos Campeões da UEFA de 1992-93, tendo inclusive marcado o gol do título do time na final contra o Milan.
Duas temporadas depois, se despediu do Olympique e foi contratado pelo escocês Rangers FC, jogando por apenas uma temporada, 1994-95, assim como no AS Monaco e no Urawa Red Diamonds, nas duas temporadas seguintes, 1995-96 e 1996-97, respectivamente.

### Seleção Francesa
Boli disputou quarenta e cinco partidas pela Seleção de seu país, entre 1986 e 1993, marcando um gol.

## Títulos
Marseille
- Campeonato Francês: 1990-91 e 1991-92
- Liga dos Campeões da UEFA: 1992-93

Rangers
- Campeonato Escocês: 1994-95